# Anton Schiefner
Franz Anton Schiefner (født 18. juli 1817 i Reval, død 16. november 1879 i Sankt Petersburg) var en tysk-russisk sprogforsker.
Efter først at have studeret jura i Sankt Petersburg gik han til Berlin, hvor han særlig drev filologiske studier, og kastede sig navnlig efter sin tilbagekomst til Sankt Petersburg over mange forskellige orientalske sprog. I en del år virkede han her som gymnasiallærer, indtil han 1852, med alle deraf følgende fordele, blev medlem af Videnskabernes Akademi, ved hvilket han fra 1863 tillige var bibliotekar. Hans talrige større og mindre, om uhyre flid og kundskabsfylde vidnende arbejder, der er offentliggjorte dels som selvstændige værker, dels i Akademiets Mémoires og Bulletin, omfatter ved siden af hans nærmeste hovedfag, tibetansk, en mængde andre sprog: mongolsk, finsk-ugriske, tyrkiske, forskellige mindre kendte nordasiatiske, kaukasiske og andre sprog. Af hans større arbejder kan nævnes hans metriske oversættelse på tysk af Kalewala, das National-Epos der Finnen (1852), hans udgave og bearbejdelse på tysk af Matthias Alexander Castréns efterladte værker under fællestitelen Nordische Reisen und Forschungen (12 bind, 1853—62), Heldensagen der minussinischen Tataren (1859), Târanâtha's Geschichte des Buddhismus in Indien (tibetansk tekst og tysk oversættelse, 1868—69) og særlig hans udførlige behandlinger af en række forskellige, før ham næsten ukendte kaukasiske sprog, væsentlig på grundlag af materialer, indsamlede af baron Uslar.